# Racine, Wisconsin
Racine là một thành phố thuộc quận Racine, tiểu bang Wisconsin, Hoa Kỳ. Năm 2000, dân số của thành phố này là 81855 người.